# اتچاتس
اُتُچاتس (به کرواتی: Otočac) شهری در ایالت لیکا-سنی کشور کرواسی است که جمعیت آن در سال ۲۰۱۱ میلادی ۱۰٬۱۰۲ نفر بوده‌است.